# دوريس فيشر
دوريس فيشر (بالإنجليزية: Doris Fisher)‏ هي كاتبة غنائية ومغنية وملحنة أمريكية، ولدت في 2 مايو 1915 في نيويورك في الولايات المتحدة، وتوفيت في 15 يناير 2003 في لوس أنجلوس في الولايات المتحدة.

## وصلات خارجية
- دوريس فيشر على موقع IMDb (الإنجليزية)
- دوريس فيشر على موقع ميوزك برينز (الإنجليزية)
- دوريس فيشر على موقع أول موفي (الإنجليزية)